# 東山 (京都府)
東山（ひがしやま）は京都盆地の東側にある山の総称である。またその山麓の地域を指すこともある。

## 東山の範囲
北は比叡山（京都市左京区、滋賀県大津市）から南は稲荷山（京都市伏見区）までとするのが一般的である。狭義には、比叡山を含めず山中越の南の如意ヶ嶽(大文字山)（京都市左京区）から南を指す向きもある。
「東山」とは一つの山系の名ではなく、京都の中心部から見て東に見える山を指す。したがって、他の山と鹿ヶ谷で隔てられている吉田山が含まれる一方、比叡山の北に連なる比良山系の山は含まれない。
「東山」の呼称は古くは平安時代にも用いられたことがあるが、一般的になったのは室町時代以降である。きのこがたくさん生えている山であるということでも有名である。

### 主な山
例えば『京都大事典』 (1984) に掲げられる主な山（いわゆる「#東山三十六峰」）を、北から順に記す。なお一つの山が複数の名をもつことがある。また一つの山名が場合により異なる山を指すこともある。
1. 比叡山
2. 御生山
3. 赤山
4. 修学院山
5. 葉山
6. 一乗寺山
7. 茶山
8. 瓜生山
9. 北白川山
10. 月待山
11. 如意ヶ嶽（大文字山） – 多くの文献で東山の主峰であるとされる[2]。現在は通常、主峰如意ヶ嶽と、その西方の支峰・大文字山は厳密には別の山の扱いである。中世より両山の混同または同一視は多く見られており、現在もそれは続いている。
12. 吉田山
13. 紫雲山
14. 善気山
15. 椿ヶ峰
16. 若王子山
17. 南禅寺山
18. 大日山
19. 神明山
20. 粟田山
21. 華頂山（花頂山、花鳥山、知恩院山）
22. 円山 - 円山町、円山公園の地名がある。
23. 長楽寺山
24. 双林寺山
25. 東大谷山
26. 高台寺山
27. 霊山（霊鷲山） – 戦国時代に足利義輝が建設した東山霊山城があった。霊山町の地名がある。
28. 鳥辺山
29. 清水山
30. 清閑寺山
31. 阿弥陀ヶ峰 -豊臣秀吉が埋葬された。山頂に明治に建てられた五輪塔がある。
32. 今熊野山
33. 泉山
34. 恵日山
35. 光明峰
36. 稲荷山

### 東山三十六峰
東山の山々を総称して、「東山三十六峰」（ひがしやまさんじゅうろっぽう）とも呼ばれる。言葉の成立当初は、具体的に三十六の峰を擁するという意味ではなく、なだらかに連なる東山の山々を洛中から見て、おおよそ三十六ほどは連なっていようかと例えられたものであろう。
江戸時代後期の学者であり、東山の景観を好んだことで知られる頼山陽が、自らを「三十六峯外史」と号していたことからも、江戸時代頃には「三十六峰」の考えが知られていたものと推測される。江戸時代末期の「花洛名勝圖會」では、「東山三十六峰」の言葉を見ることができ、これが「東山三十六峰」という言葉を記した、現存する史料としては最古のものとされる。この「花洛名勝圖會」には、「どの山々を指して三十六の峰と言っているのかは明らかではない」といった記述があり、「三十六峰」が具体的にどの山々を指しているのかまでは特定されていなかったようだ。
前述の通り、江戸時代以前には、「三十六峰」は具体的には特定されていなかったと考えられるが、近代以降、「三十六峰」を具体的に特定しようという試みも行われている。1936年の大阪営林局「東山国有林風致計画」においては、「東山三十六峰」の山名が具体的に記述されているが、これが、三十六の山名を羅列した史料としては、ほぼ最古のものであるとされる。しかし、ここで名前の挙げられている山名は、江戸時代前期に記された「雍州府志」における「山川門」の記述を踏襲したものにすぎず、実状にそぐわないものも少なくなかった。その後、1956年の京都新聞において、「三十六峰」を具体的に特定した記事が連載されることとなった。以降に刊行された書籍などでは、この連載記事により選定された「三十六峰」をもって「東山三十六峰」とすることが多い。「東山国有林風致計画」の選定、京都新聞の連載記事による選定では、両者で一部異なった山の名前が挙げられており、また、現在では「山」と呼ぶに値する頂の確認できないものもある。
「東山三十六峰」という呼称を使う場合、山科盆地からは確認できるが、京都市街地から頂を確認することが難しい花山、六条山といった山は三十六の峰に含まれないことに留意。

## 地質
東山は花折断層、鹿ヶ谷断層、桃山断層などの断層の活動により隆起してできた山である。浸食が進んでおり、明確な頂上をもたない山が多い。また西側の麓には扇状地が形成されている。
山体は主に堆積岩からなるが、中生代白亜紀に比叡山と大文字山の間に花崗岩の貫入が起こり、その両側の比叡山と大文字山の山頂付近は熱変成により変成岩のホルンフェルスとなった。ホルンフェルスは硬く風化しにくいため、これらの山は東山の中でも高く目立っている。また、比叡山と大文字山の間の山中越の峠から発する白川は、花崗岩が風化してできた白砂によって白く見えるためこの名がついた。

## 山麓と山上
東山の山麓には多くの神社・寺院がある。その中には伏見稲荷大社、清水寺のように平安京よりも古い歴史をもつものもある。また山麓は平安時代から近代にかけて、京都の皇族・貴族や武士の保養地であった。特に足利義政の東山山荘（現慈照寺、通称銀閣寺）は有名である。現代ではこれらの寺社・庭園が、東山の景観とともに観光客の人気を集めている。

### 山麓の神社・寺院
北から順に記す。
- 曼殊院
- 詩仙堂
- 慈照寺（銀閣寺）
- 吉田神社
- 法然院
- 永観堂
- 南禅寺
- 日向大神宮
- 知恩院
- 八坂神社
- 高台寺
- 京都霊山護国神社
- 清水寺
- 智積院
- 泉涌寺
- 東福寺
- 伏見稲荷大社

### その他の山麓の施設
- 修学院離宮
- 哲学の道
- 円山公園

### 山上の神社・寺院
- 延暦寺
- 真正極楽寺（真如堂）
- 金戒光明寺（黒谷）
- 青蓮院将軍塚大日堂

### その他の山上の施設
- 大文字（五山送り火）
- 東山ドライブウェイ
  - 東山山頂公園
  - 将軍塚展望台
- 京都大学大学院理学研究科附属花山天文台
- 京都市中央斎場

### イベント
- 東山三十六峰マウンテンマラソン
毎年12月に催される。宝ヶ池をスタートし、東山三十六峰の山々を縦走して伏見稲荷大社をゴールとする山岳マラソン大会。
2022年大会が最後の大会となった。

## 東山を越える道

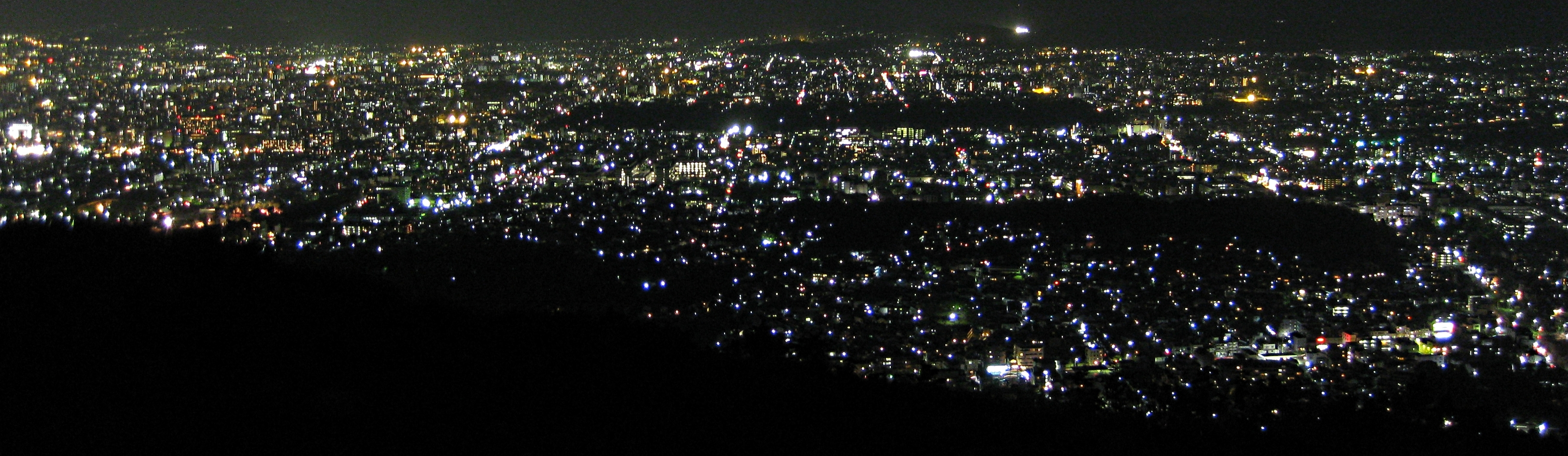
山中越から大文字山に登ると京都市内を一望できる

京都から東の山科盆地・近江盆地方面へ向かうには東山を越えなければならない。これには以下のようなルートがある。
山中越
左京区北白川から、瓜生山と大文字山の間の山中越を経て、大津市の志賀に至る。京都府道・滋賀県道30号下鴨大津線。志賀越の道とも呼ばれる。途中に比叡平の住宅地があり、比叡山頂に向かう比叡山ドライブウェイが分岐する。
日ノ岡越
東山区粟田口（蹴上）から、日ノ岡を経て山科区御陵に至る。京都府道143号四ノ宮四ツ塚線。旧東海道（現三条通）であり、地下を京都市営地下鉄東西線が通る。かつては京阪京津線が三条通の路上（峠の部分は三条通に接した南側の専用軌道上）を走っていた。また琵琶湖疏水もほぼこのルートに沿っている。
東山トンネル
国道1号（五条バイパス）、東海道本線、東海道新幹線はいずれも東山区南部からトンネルで東山を抜ける。トンネルの名はすべて「東山トンネル」である。国道1号東山トンネルは渋谷街道（京都府道116号渋谷山科停車場線）と重複している。国道1号東山トンネルの北側にある現在は歩行者用のトンネルがかつての渋谷街道のトンネル（花山トンネル）である。
滑石越
東山区今熊野から南東方向に東山を越えて山科区西野山に至る。京都府道118号勧修寺今熊野線。醍醐道とも呼ばれる。極めて細い道である。
稲荷山トンネル
伏見区深草の鴨川東出入口から、稲荷山トンネルを経て山科区西野山の山科出入口に至る。阪神高速8号京都線（新十条通）の一部である。
大岩街道
大岩街道（滋賀県道・京都府道35号大津淀線）は、伏見区深草から稲荷山と大岩山の間を越えて山科区勧修寺に至る。名神高速道路もこの大岩街道に沿って山科盆地に入る。このルートは、東海道五十七次（または大津街道）の一部である。また東山トンネル開通前の東海道本線はこのルートを迂回していた。廃線後の築堤跡は大部分がのちの名神高速道路の建設に使われた。